# Marzena Komsta
Marzena Komsta est une compositrice polonaise de musique contemporaine, née le 7 février 1970 à Gdynia, en Pologne, et vivant en France.

## Formation
Marzena Komsta a étudié la composition à l’Académie de musique S. Moniuszko à Gdansk et à l'Académie de musique F. Chopin à Varsovie (avec W. Kotonski et Z. Baginski), puis au Conservatoire national supérieur de musique de Lyon, avec Philippe Manoury et Denis Lorrain, au Département de musique acoustique, électroacoustique et d’informatique musicales - SONVS. Ensuite elle s’installe à Paris, où en 1996 elle entre en formation doctorale en musique et musicologie du XXe siècle à l’IRCAM/EHESS/Sorbonne/CNRS (Unité mixte).
Elle suit de nombreux stages, en Pologne et en France, consacrés aux musiques instrumentales et électroniques de notre temps. Parmi eux: plusieurs ateliers de l’IRCAM, Centre Acanthes (avec George Benjamin, Magnus Lindberg, Ph.Manoury, Murail; H. Birtwistle, G. Grisey, K. Huber; G. Aperghis, P. Dusapin, M. Reverdy, A.Solbiati, K. Penderecki, P.L.Aimard…) et des séminaires consacrés à la musique contemporaine et aux nouvelles technologies: Lyon 1996 ”Musique et Mathématique“ - Ligeti, Mandelbrot; CNSMD de Lyon: J.Harvey, I.Malec, E.Nuñes, Ph.Hurel, Ph.Schoeller; Centre Acanthes: P. Boulez, Dutilleux, Xenakis…

## Récompenses

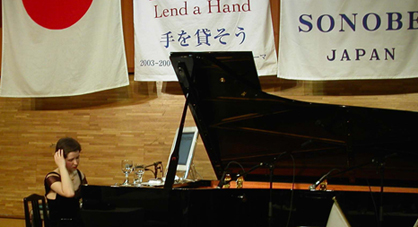
Marzena Komsta en concert à Rotary Club Sonobe, Japon, janvier 2004

Marzena Komsta est lauréate de nombreuses bourses et de fondations. En 1993 Witold Lutoslawski lui a attribué une bourse personnelle. Elle est également lauréate à plusieurs reprises de bourses de l’Académie de Varsovie, de la Fondation Nadia et Lili Boulanger (Fondation de France), Fondation Witold Lutoslawski, et résidente en tant que compositeur à la Fondation Cité Internationale des Arts à Paris et dans les studios de la musique électroacoustique GRAME à Lyon. En 2003 elle lauréate du  prestigieux prix Villa Kujoyama à Kyoto où elle est nommée compositeur en résidence. Au Japon, elle représente  la scène artistique française pour le compte du Gouvernement Français. Elle donne des conférences sur sa musique dans les universités japonaises et donne également plusieurs concerts; celui de Kyoto est transmis en direct par la télévision NHK.
En Europe elle donne des conférences en France et en Pologne. Elle garde une relation privilégiée avec l'Université Catholique de Lublin Jean Paul II y donnant des conférences sur les techniques utilisées dans ses compositions et abordant l'aspect spirituel et émotionnel de sa musique n'hésitant pas à illustrer ses propos en jouant elle-même au piano.
Elle compose des œuvres aussi bien instrumentales qu’électroacoustiques. Ses compositions reçoivent des récompenses aux concours internationaux: ”Manuel Valcárcel“ - Concours international de composition pour piano à Santander, concours de composition de l’Ensemble orchestral contemporain et de GRAME à Lyon ou ”Tola Korian“ - Concours international de composition de Londres. Plusieurs de ses œuvres sont commandées par des plus grands festivals, les ensembles instrumentaux, les fondations ainsi que par l'État français.

## Concerts
La musique de Marzena Komsta est jouée en France, Pologne, Allemagne, Pays-Bas, Italie, Japon, Espagne, Argentine… Elle est invitée par des festivals tels que :
- l’Automne de Varsovie,
- Cité de la Musique à Paris
- Rencontres de Jeunes Compositeurs à Gdańsk,
- International Review of Contemporary Music à Belgrade,
- Pianissimo à Sofia,
- Festival Musica à Strasbourg,
- Rendez-vous Musique Nouvelle à Forbach,
- Aujourd’hui Musique à Perpignan ,
- Musicora - Le Living à Paris,
- DAAD/Sender Freies Berlin,
- Youth Music Forum à Kiev;
- Contrasts à Lvov;
- RoboticArte - Computer Art Festival en Italie,
- AcousMania à Belgrade,
- Rencontres interdépartementales pour la musique La Queue-en-Yvelines, France
- Biennale de Paris/SUXUS.
- Yach Film Festival
- Festival Musica Polonica Nova à Wrocław
- Musica Nigella, sur la Côte d'Opale, France

Ses compositions sont présentées sur les antennes des radios: polonaise (PR II), allemandes (Westdeutscher Rundfunk, Sender Freies Berlin, SR2 Kultur Radio), françaises (France Musiques, France Culture, WebSYNradio,), espagnole (Radio Clásica), hollandaises (Radio 4 et Amsterdam FM), japonaise (NHK – ”Best of Classics“), américaine (WHRF.RM Detroit), canadienne (CIUT)…

## Compositions
- "Sequentia" pour quatuor à cordes amplifié et électronique
- "In death I found life" pour sopran, alt, clarinette et piano
- "Ad lucem" pour chœur à 12 voix féminines
- "Stelfer" pour ensemble et électronique - commande de l'Institut Adam Mickiewicz pour l'Ensemble 2e2m et la Cité de la Musique, Paris 2014
- ”Tamashii no soko kara“ - 魂の底から -  (Du fond de l’âme) pour shakuhachi – 2007
- ”Songe” XXV - pour piano, voix, objets sonores et système électroacoustique en temps réel (commande du Festival Musica Polonica Nova, 2006)
- ”Desire” pour bande (2005),
- ”Les espaces de mes rêves» pour piano, objets sonores insolites et ordinateur (2003, Villa Kujoyama, Kyoto, Japon)
- ”Pensées” - 7 pièces courtes pour vibrafon (2002),
- ”Journal en rafales” pour sekstuor (2001 - commande du Festival Musica à Strasbourg pour l’Ensemble Accroche Note),
- ”Nuit/Portrait“ pour sinfonietta (2001 - commande de l'Ensemble Rhizome en collaboration avec le Musée des Beaux Arts de Rennes),
- ”Primaire… humain“ pour clavecin (2000 - commande du Festival Rendez-vous Musique Nouvelle à Forbach pour Elisabeth Chojnacka) ,
- ”Ô! - dans l’ombre“ pour cl, soprano, perc, vn et vc (2000 - commande de l'Ensemble Suo Tempore),
- ”A toi, mon amour - une pièce cruelle“ pour piano (1997/98),
- ”lFdlC“ (”le F de la C“) pour un piano et trois pianistes (1996),
- ”…tu sais?“ pour flûte, percussion et clavecin amplifiés, petit orchestre, bande et système informatique en temps réel (1995),
- ”Brun“ pour violon (1994),
- ”Agmen“ pour orchestre de chambre (1993 - commande de l’Orkestr De Ereprijs),
- ”Oqivian“ pour bande (1993),
- ”Hard Day“  pour trois percussionnistes (1992),
- ”For Unwanted Prometheuses“ pour grand orchestre symphonique (1991 - commande du Festival Rencontres de Jeunes Compositeurs à Gdansk),
- ”HO-YI-A“ pour violon et clavecin amplifiés (1991), ”Kirp“ pour quatuor à cordes (1990),
- ”Gryzaczek“ pour douze cuivres (1990),
- ”Cinq Miniatures“ pour piano (1990),
- ”Nobody Knows the Day“ pour chœur mixte (1989),
- ”Oberek“ pour piano (1988).

## Discographie
- ”Agmen“ pour orchestre de chambre; “Warsaw Autumn 1995 no 5”, De Ereprijs, dir. Wim Boerman
- ”Oqivian“ pour bande; “Warsaw Autumn 2001 no 5”
- "Langueur" pour piano - version pour quatuor de jazz: Contemporary Quartet, Not Two MW 744-2, 2002
- ”Nuit/Portrait“ pour sinfonietta; “Warsaw Autumn 2003 no 1”, Ensemble Algoritmo, dir. Marco Angius
- ”Desire” pour bande; CD+DVD “Olter”, Polskie Radio 2005 PRCD496/PRDVD 496A
- ”Tamashii no soko kara“ (”Du fond de l’âme“) pour shakuhachi, Sôzan C. Kariya – shakuhachi; CD “Japan: Shakuhachi & Koto », Air Mail Music, 2008, ASIN B0015NQBFO
- "Tamashii no soko kara", Sôzan C. Kariya – shakuhachi, CD "A Journay Around The World" Air Mail Music 2010, SA142002